# Casa Bracons
La Casa Bracons és una obra eclèctica de Sabadell (Vallès Occidental) inclosa a l'Inventari del Patrimoni Arquitectònic de Catalunya.

## Descripció
Edifici entre mitgeres de planta baixa, pis i golfes. La façana, de composició simètrica, presenta a la planta baixa dues portes d'accés als extrems i dues portes centrals, totes rectangulars. Al primer pis hi ha un balcó central d'arc ogival, dues finestres rectangulars als costats i dues finestres d'arc conopial als extrems. A les golfes, que només ocupen la part central, s'obren cinc finestres d'arc de mig punt. Cal destacar els elements neogòtics que decoren el conjunt.

## Història
Segons consta a l'Arxiu Històric de Sabadell, la casa va ser bastida l'any 1927 sota direcció de l'arquitecte Santiago Casulleras. Tanmateix, la fitxa corresponent de l'Inventari del C.O.A.C., tot i coincidir en l'atribució de l'autor, estableix un marc cronològic per a l'edifici entre 1901 i 1960, fet que fa pensar en la possibilitat de diverses etapes constructives. (Datació per font).